# Jordi Conill
Jordi Conill Vall (Barcelona, 1939-31 de marzo de 1998) fue un político antifranquista español que primero militó en el movimiento libertario para después ingresar en el comunista PSUC.

## Biografía
Estudió Ciencias Químicas en la Universidad de Barcelona y en 1958 ingresó en las Juventudes Libertarias. Poco después se integró en el grupo libertario Defensa Interior.
En septiembre de 1962 fue detenido en Barcelona, acusado de haber participado en el intento de atentado con explosivos contra el palacio de Ayete, residencia de verano del general Franco en San Sebastián. Durante su estancia en comisaría, que duró más de un mes, fue torturado por agentes de la Brigada Político-Social (BPS). Después fue juzgado en un consejo de guerra y condenado a muerte. Una fuerte campaña internacional en su defensa (que incluyó el secuestro del vicencónsul español en Milán por un grupo anarquista italiano y la petición de clemencia del cardenal Montini, futuro papa Pablo VI) consiguió la conmutación de la pena de muerte por 30 años de prisión, de los que acabaría cumpliendo una tercera parte.
Durante su estancia en prisión tuvo contacto con presos comunistas lo que le llevó a ingresar en el PSUC tras el fusilamiento de Julián Grimau en abril de 1963. Salió de la prisión en abril de 1972 y continuó con su militancia antifranquista clandestina. Poco después de la muerte del general Franco, fue nombrado miembro del Comité Central y del Secretariado del PSUC y máximo responsable del partido en la ciudad de Barcelona. En las elecciones municipales de España de 1979 y en las de 1983 fue candidato del PSUC a la alcaldía de Barcelona. Hasta 1987 fue vicepresidente de la Diputación Provincial de Barcelona.
A finales de la década de 1980 abandonó el PSUC para ingresar en el Partit dels Socialistes de Catalunya (PSC).